# Freuet euch des Lebens
Freuet euch des Lebens, op. 340, är en vals av Johann Strauss den yngre. Den spelades första gången den 15 januari 1870 i Gyllene salen i Musikverein i Wien. 

## Historia

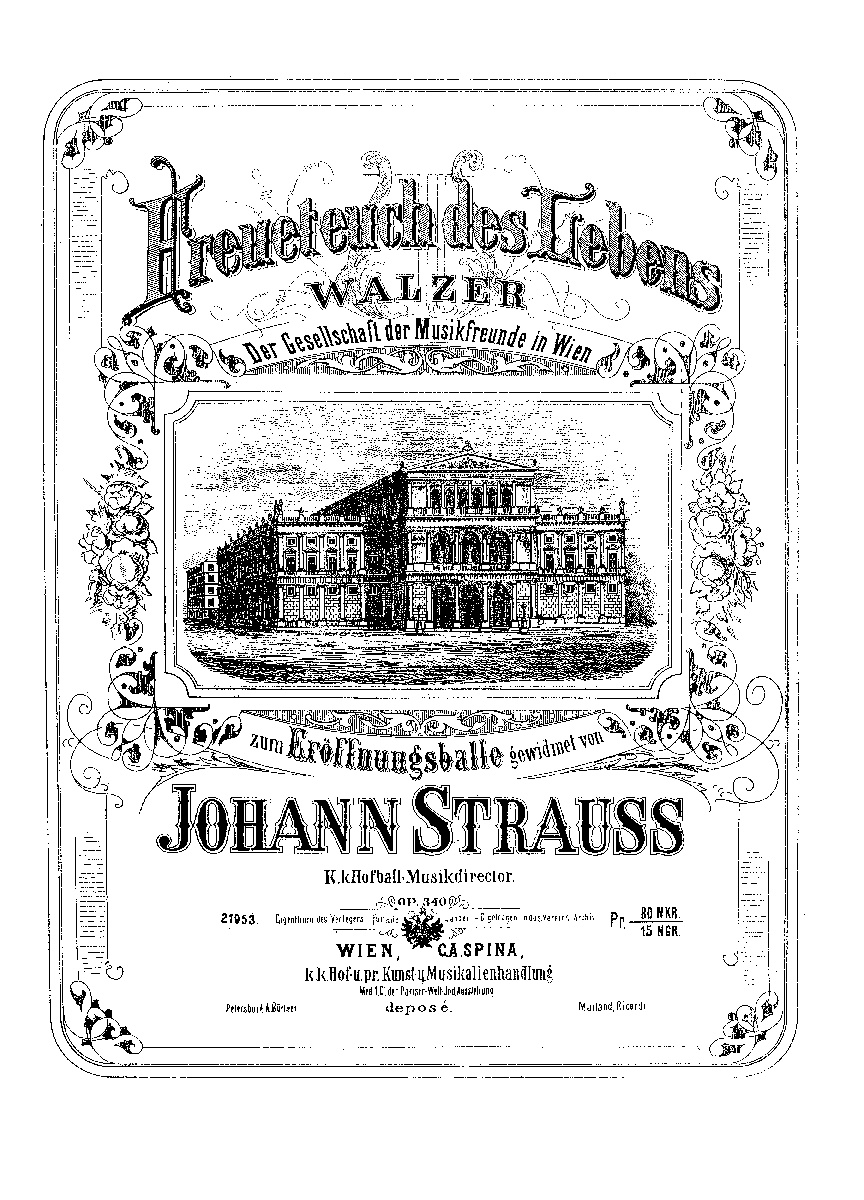
Klaverutdraget till Freuet euch des Lebens.

Johann Strauss tillägnade valsen Gesellschaft der Musikfreunde (Sällskapet för Wiens musikvänner) och dirigerade dess första framträdande vid invigningen av den Gyllene salen i Musikverein den 15 januari 1870. Endast tio dagar tidigare hade kejsare Frans Josef I invigt själva byggnaden, som påbörjades 1867 efter ritningar av Theophil Hansen. Alla tre bröderna Strauss (Johann, Josef och Eduard) hade bidragit med danskompositioner för öppningsbalen; Josef med fransäsen Künstler-Gruss (op. 274) och Eduard med mazurkan Eisblume (op. 55), men det var Johanns vals som åtnjöt den största populariteten. Titeln återspeglar Johanns eget motto: "Gläd er åt livet och klaga inte förrän det verkligen finns någonting att klaga på".
Märkligt nog kom en ny utgåva av valsen 1873, men då tillägnad kung Amadeus I av Spanien.

## Om valsen
Speltiden är ca 8 minuter och 38 sekunder plus minus några sekunder beroende på dirigentens musikaliska tolkning.

## Weblänkar
- Freuet euch des Lebens i Naxos-utgåvan.